# Fumiko Okamura
Pour les articles homonymes, voir Okamura.
Fumiko Okamura (岡村文子, Okamura Fumiko), née le 24 octobre 1898 et morte le 15 août 1976, est une actrice japonaise.

## Biographie
Fumiko Okamura est apparue dans plus de 160 films entre 1924 et 1973.

## Filmographie partielle

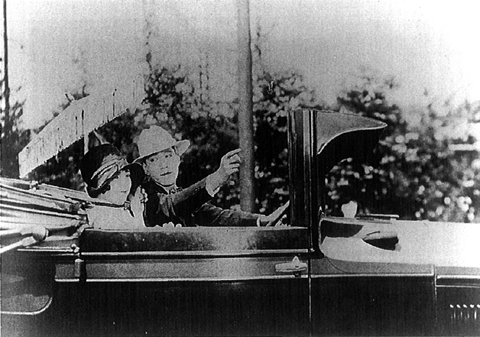
Fumiko Okamura et Tatsuo Saitō dans Femme perdue (1928).

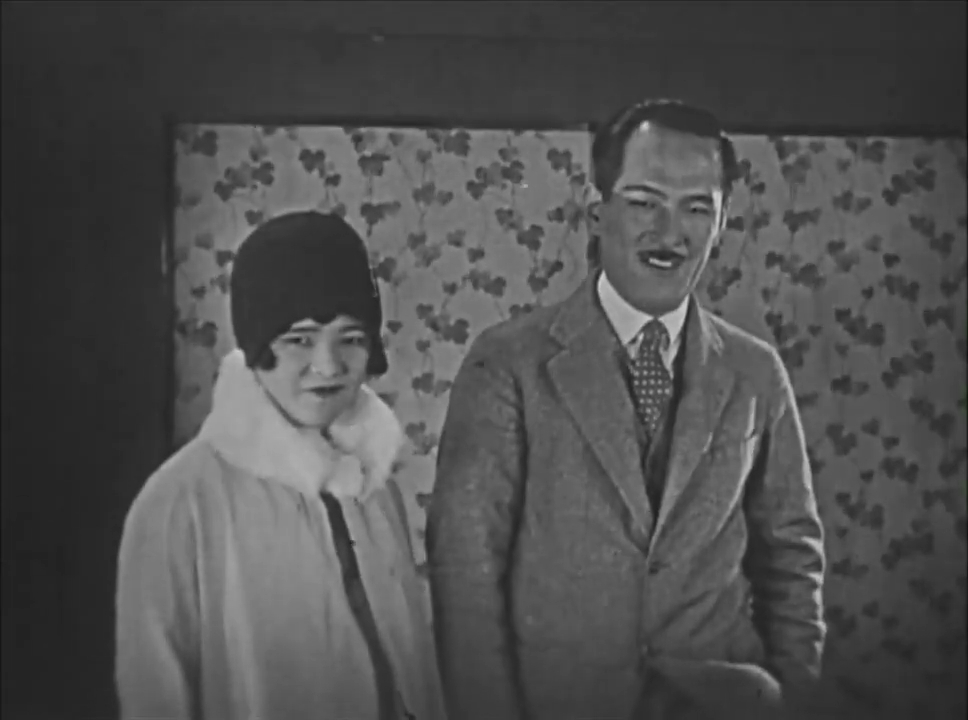
Fumiko Okamura et Kanji Kawara dans Le Forgeron de la forêt (1929).

- 1926 : L’Ombre de la lanterne rouge (紅燈の影, Kōtō no kage?) de Yasujirō Shimazu
- 1928 : Yamato, le bûcheron (永遠の心, Eien no kokoro?) de Tsunejirō Sasaki
- 1928 : Femme perdue (女房紛失, Nyōbō funshitsu?) de Yasujirō Ozu : Yumiko
- 1929 : Le Forgeron de la forêt (森の鍛冶屋, Mori no kajiya?) de Hiroshi Shimizu : Kaoru Shimada
- 1929 : La Montagne au trésor (宝の山, Takara no yama?) de Yasujirō Ozu : Chōko, la fille moderne
- 1930 : Introduction au mariage (結婚学入門, Kekkon gaku nyūmon?) de Yasujirō Ozu
- 1930 : Les Sœurs de la revue (レヴューの姉妹, Revū no shimai?) de Yasujirō Shimazu
- 1930 : Une beauté (麗人, Reijin?) de Yasujirō Shimazu
- 1930 : Une vie souriante (微笑む人生, Hohoemu jinsei?) de Heinosuke Gosho
- 1936 : La Femme de la brume (朧夜の女, Oboroyo no onna?) de Heinosuke Gosho
- 1936 : Le Nouveau Chemin : Akemi (新道 前篇朱実の巻, Shindō: Zenpen Akemi no maki?) de Heinosuke Gosho : Mme Kudo
- 1936 : Le Nouveau Chemin : Ryota (新道 後篇良太の巻, Shindō: Kohen Ryota no maki?) de Heinosuke Gosho : Mme Kudo
- 1937 : Les Cartes de la jeune mariée (花嫁かるた, Hanayome karuta?) de Yasujirō Shimazu
- 1937 : La Chanson du panier à fleur (花籠の歌, Hana-kago no uta?) de Heinosuke Gosho : Okiku, la tante de Yōko
- 1937 : Les Trois Prétendants (婚約三羽烏, Konyaku sanbagarasu?) de Yasujirō Shimazu : la mère de Ken
- 1938 : Katsura, l'arbre de l'amour (愛染かつら, Aizen katsura?) de Hiromasa Nomura : Satō, l'infirmière en chef
- 1939 : Zoku aizen katsura (続愛染かつら?) de Hiromasa Nomura : Satō, l'infirmière en chef
- 1939 : Aizen katsura: Kanketsu-hen (愛染かつら 完結篇?) de Hiromasa Nomura : Satō, l'infirmière en chef
- 1939 : Courant chaud (暖流, Danryū?) de Kōzaburō Yoshimura : Yone Hibiki, la mère de Yuzo
- 1940 : Nobuko (信子, Nobuko?) de Hiroshi Shimizu : Sekiguchi, la directrice de l'école
- 1941 : Les Frères et Sœurs Toda (戸田家の兄妹, Todake no kyōdai?) de Yasujirō Ozu
- 1941 : La Tour d'introspection (みかへりの搭, Mikaeri no tō?) de Hiroshi Shimizu : Mme Kawabe
- 1944 : La Ville en liesse (歓呼の町, Kanko no machi?) de Keisuke Kinoshita : la mère de Takako
- 1948 : Une poule dans le vent (風の中の牝鶏, Kaze no naka no mendori?) de Yasujirō Ozu
- 1950 : Scandale (醜聞, Shubun?) d'Akira Kurosawa : la mère de Miyako
- 1951 : Nuages épars (わかれ雲, Wakare-gumo?) de Heinosuke Gosho : Otoki
- 1952 : Tōkyō no koibito (東京の恋人?) de Yasuki Chiba : la mère de Harumi
- 1953 : Lettre d'amour (恋文, Koibumi?) de Kinuyo Tanaka
- 1960 : Meurtre à Yoshiwara (花の吉原百人斬り, Hana no Yoshiwara hyaku-nin giri?) de Tomu Uchida
- 1961 : La Nuit des femmes (女ばかりの夜, Onna bakari no yoru?) de Kinuyo Tanaka : Okada